# Santos Urdinarán
Santos Urdinarán, född 30 mars 1900 i Montevideo, död 14 juli 1979 i Montevideo, var en uruguayansk fotbollsspelare.
Urdinarán blev olympisk guldmedaljör i fotboll vid sommarspelen 1928 i Amsterdam.